# Первое свидание (мюзикл)
«Первое свидание» (англ. First Date) — комедийный мюзикл, созданный по книге Остина Винсберга. Музыку и оригинальное либретто написали Алан Закари и Майкл Вайнер. Мировая премьера состоялась в 2012 году в ACT Theatre в Сиэттле. В 2013 мюзикл был представлен на Бродвее. В России постановкой и прокатом мюзикла занимается «Бродвей Москва», компания Дмитрия Богачёва, премьера состоялась в 2019 году в Театре МДМ.

## Повествование
Мюзикл начинается с того, что жители Нью-Йорка делятся своими неудачами на свиданиях («Любовь»).
Действие переходит в ресторан в современном Нью-Йорке. Аарон, причудливый человек, входит в ресторан и начинает разговаривать с официантом. Исходя из того, насколько он нервничает, официант догадывается, что тот пришёл на первое свидание. После того, как официант усаживает Аарона за барную стойку, в ресторан входит девушка по имени Кейси. Она замечает Аарона, когда тот закапывает глазные капли, и подходит к нему. Затем она заказывает крепкие напитки в надежде, что свидание будет быстрым и безболезненным. Кейси и Аарон обмениваются небольшими разговорами, и выясняется, что свидание было назначено сестрой Кейси Лорен, чей муж Кевин является коллегой Аарона. В разговоре они оба узнают немного о друг друге («Первый взгляд»).
Друг Кейси Реджи звонит ей во время свидания, предлагая Кейси использовать свой звонок как спасительный круг с неудачного свидания, но Кейси достаточно увлечена Аараном и игнорирует звонок («Спасительный звонок #1»).
Аарон и Кейси начинают вспоминать общих знакомых из летнего лагеря и средней школы после того, как обнаруживают, что их выросли в соседних городах. Аарон случайно шутит о еврейской географии, на что Кейси отвечает, что она не еврейка. Это приводит Аарона к последовательности мыслей («Не пара она тебе»), где он представляет свою мертвую бабушку Иду, которая ругает Аарона за то, что тот не встречается с хорошей еврейской девушкой. Чрезвычайно христианский отец Кейси затем появляется в мыслях Аарона и говорит тому, что он не позволит выдать дочь замуж в еврейскую семью. Затем Аарон представляет себе сына, которого он потенциально мог бы иметь, с Кейси, который не может определиться, какую религию выбрать.
Аарон нервно задает Кейсы вопросы о религии, и выясняет, что она атеист. Успокоенный, он шутит над взглядами Кейси на духовность (она верит в силу медитации), но это приводит к обратным результатам, когда он случайно оскорбляет её. Это приводит к длинной неловкой паузе («Неловкий миг»). Затем в мыслях Кейси появляется её сестра Лорен, которая призывает Кейси не испортить это свидание, потому что «биологические часы Кейси тикают», особенно если она продолжит свою текущую модель знакомств с плохими мальчиками и будет сбегать от галантных парней, таких как Аарон.
Тем временем Аарона в мыслях навещает лучший друг Гейб, который убеждает его, что свидание проходит хорошо. Однако Аарон затем представляет свою бывшую девушку Эллисон, которая говорит ему, что она все ещё сексуально фантазирует о нём («Тема Эллисон #1»). Гейб говорит Аарону, что он романтизирует память об Эллисон, потому что он помнит только хорошие вещи о ней. Он также говорит Аарону, чтобы тот больше не вспоминал Эллисон, потому что это может разрушить любое будущее, которое у него может быть с Кейси.
Аарон решает сменить тему, побольше шутя, что приводит к разговорам о работе. Аарон описывает свою работу на Уолл-стрит и говорит, что все, что ему нравится в этой работе, это то, что она хорошо оплачивается. Кейси работает в художественной галерее, что делает её несколько счастливой, потому что она может изучать свое ремесло, фотографию. Аарон упоминает, насколько хорошо выглядела её выставка, что приводит Кейси к выводу, что он погуглил её перед свиданием. Она сразу же делает с ним то же самое, и они оба сцепляются друг с другом из-за неловких вещей в Интернете («Всемирная сеть будет вечно») .
Кейси голодна, поэтому она просит Аарона пересесть за столик и поужинать с ней. Кейси изначально хочет заказать бургер, но в её мысли снова приходит Лорен и говорит, что это создаст впечатление, что через несколько лет у неё будет избыточный вес, поэтому вместо бургера Кейси заказывает салат. Аарон, с другой стороны, хочет салат, но Гейб говорит ему, что «салаты предназначены для неженок», поэтому тот заказывает бургер.
Услышав, как Кейси говорит с собой о желании бургера, Аарон спрашивает её, почему она заказала салат. Убежденная, что хочет создать впечатление заботливости к своему телу, она игнорирует его, но тот говорит, что ему все равно, как выглядит девушка, пока она счастлива. Кейси озадачена этим, никогда не встречаясь с кем-либо, кто сказал бы что-то подобное. Она представляет, как её два бывших парня ругают её и говорят, почему она должна любить их («Таких и любишь»). Это заставляет Кейси скучать по свиданиям с «плохими мальчиками», что заставляет её спросить Аарона, плохой ли он мальчик, на что он отвечает «нет». Кейси поспешно отменяет любые потенциальные отношения, говоря, что они могут быть «просто друзьями». Аарон предлагает попытаться стать для неё плохим мальчиком, но признает, что это, вероятно, не сработает.
Телефон Кейси снова звонит, с ещё одним звонком Реджи, который начинает чувствовать себя игнорируемым («Спасительный звонок #2»).
Когда Аарон покидает стол, чтобы пойти в туалет, Лорен снова навещает Кейси, где Кейси признается, что она строит стены, несмотря на её желание настоящих, здоровых отношений («Надёжней»). Она объясняет, что встречается только с «плохими мальчиками», потому что она менее разочаровывается, когда все не получается. Затем выясняется, что её воспитание сильно повлияло на то, как она относится к отношениям, выросшая с трудной матерью и отцом, который оставил их. Лорен, с другой стороны, встретила своего будущего мужа в колледже в 24 года и счастливо замужем.
Когда Аарон возвращается за стол, официант замечает, что они единственные, кто плохо проводит время, поэтому он исполняет музыкальный номер, который написал сам («Любовь закажу»). Их еда, наконец, прибывает, и Аарон с Кейси решают стать друзьями. Кейси подумывает, чтобы познакомить Аарона с одной из своих подруг. Она спрашивает его, хочет ли он плохую девушку или кого-то забрать домой к его маме, и Аарон говорит, что он, вероятно, может привести любую девушку домой. Кейси начинает дразнить его, думая, что это означает, что его мама ненавидит всех девушек, с которыми Аарон встречается, но Аарон признает, что его мать умерла. Он представляет, что она рассказывает ему все, что хотела бы сказать ему, на основе письма, которое она оставила ему («Ни разу не сказав»).
Кейси по-настоящему тронута историей и честностью Аарона, а затем игнорирует телефон, когда он снова звонит. Реджи теперь убежден, что Аарон убил или похитил Кейси, потому что она не отвечает на звонок. Он заявляет, что придет спасти её («Спасительный звонок #3»).
Кейси понимает, что ей начинает нравиться Аарон, и она спрашивает его, могут ли они поменяться едой, чтобы у них обоих было то, что они хотят. Затем она вспоминает, что пообещала познакомить Аарона с подругой, поэтому начинает перечислять друзей, которые будут хорошо соответствовать Аарону. Кейси в конечном итоге решает, что это её новая подруга Эллисон. Аарон пугается, думая, что Кейси говорит о его бывшей девушке Эллисон. К большому облегчению Аарона, это не та же Эллисон, но Кейси спрашивает его, почему он резко отреагировал на имя Эллисон. Аарон рассказывает Кейси о своих отношениях с Эллисон и о том, как она в конечном итоге оставила его у алтаря. Кейси решает заставить Аарона попробовать упражнение, где он представляет, что Эллисон стоит прямо перед ним, и ему приходится расстаться с ней. Все начинается не очень хорошо, Аарон говорит только о том, как сильно он любит Эллисон, но с обнадеживающей Кейси он злится на Эллисон и перечисляет все, что он ненавидел в ней, и как ужасно она относилась к нему («В любви к тебе»).
После того, как Кейси и Аарон завершают ужин, официант приносит им чек. Весь ресторан замирает, задаваясь вопросом, кто заплатит за ужин («Счёт»). Кейси хочет, чтобы они разделили счёт, но Аарон платит за это, настаивая на том, что он действительно хочет оплатить ей ужин. Кейси понимает, что ей так нравится Аарон, но даёт ему уйти.
Лорен снова появляется в мыслях Кейси, злясь на неё за то, что она снова испортила ситуацию. Ресторан закрывается, поэтому Кейси выходит. Затем она понимает, какую большую ошибку совершила.
После того, как она ушла, Реджи забегает в ресторан, но узнаёт, что Кейси не мертва. Уставший, он решает выпить с официантом, и они оба формируют свои собственные первые впечатления друг о друге («Первый взгляд (реприза)»).
Затем сцена переходит в следующий квартал, где Кейси останавливает Аарона. Она просит его пойти к ней домой, что он и делает. По пути Кейси решает, что она чувствует настоящую связь и видит потенциал с Аароном, а Аарон чувствует, что он был бы готов снова рискнуть своим сердцем с Кейси («Может это будет чем-то на всю жизнь»).

## Песни
- «The One» («Любовь») — Компания в образе людей, размышляющих о свиданиях
- «First Impressions» («Первый взгляд») — Аарон, Кейси
- «Bailout Song #1» («Спасительный звонок #1») — Реджи
- «The Girl For You» («Не пара она тебя») — Компания в образе еврейской бабушки, христианского отца, ангелов и будущего сына Аарона и Кейси
- «The Awkward Pause» («Неловкий миг») — Компания
- «Allison’s Theme #1» («Тема Эллисон #1») — Эллисон
- «The World Wide Web Is Forever» («Всемирная сеть будет вечно») — Компания в образе социальных сетей
- «Total Loser» (нет в российской версии) — Компания
- «That’s Why You Love Me» («Таких и любишь») — экс-бойфренды Кейси
- «Bailout Song #2» («Спасительный звонок #2») — Реджи
- «Safer» («Надёжней») — Кейси
- «I’d Order Love» («Любовь закажу») — Официант
- «Allison’s Theme #2» («Тема Эллисон #2») — Эллисон, Аарон, Гейб
- «The Things I Never Said» («Ни разу не сказав») — Аарон, мама Аарона
- «Bailout Song #3» («Спасительный звонок #3») — Реджи
- «In Love With You» («В любви к тебе») — Аарон
- «The Check!» («Счёт») — Компания
- «First Impressions (reprise)» («Первый взгляд (реприза)») — Реджи и Официант
- «Something That Will Last» («Может это будет чем-то на всю жизнь») — Кейси, Аарон и компания

## Постановка мюзикла в России
Мюзикл в России проходит в формате site-specific, то есть события спектакля разворачиваются в том же пространстве, где находятся зрители. События мюзикла разворачиваются в баре — в фойе театра МДМ организаторы выставляют столики и стулья, а зрители могут заказать еду и напитки. В рекламных материалах спектакль упоминается как «мюзикл за столиками». Продолжительность российской версии — 1 час 40 минут. Мюзикл проходит без антракта.
Премьерный показ в России состоялся 24 сентября 2019 года. В октябре 2019 года артисты мюзикла приняли участие в программе «Вечерний Ургант», представив номер «Всемирная сеть». В марте 2020 года показы мюзикла были приостановлены из-за пандемии коронавируса.
В сентябре 2020 года начался второй сезон проката мюзикла.
В 2025-м году компания «Бродвей Москва» создала новую версию спектакля, изменив его формат и частично состав актёров. С июня спектакль идет в Театре «Маска». Так же в июле-августе 2025-го года состоялись гастроли спектакля в Китае (города Харбин и Пекин).